# Mimiviridae
Famille
Sous-familles de rang inférieur
- Aliimimivirinae
  - Rheavirus (Cafeteriavirus)
- Klosneuvirinae
  - Fadolivirus
  - Theiavirus (Bodo saltans virus)
  - Yasminevirus
  - Klosneuvirus
- Megamimivirinae
  - Mimivirus
  - Megavirus
  - Moumouvirus
  - Tupanvirus
  - Cotonvirus

Les Mimiviridae sont une famille  de virus géants, la seule famille de l’ordre des Imitervirales. Des amibes et d'autres protistes en sont les hôtes naturels. La famille était divisée en quatre sous-familles,,,.

## Systématique
En 2024, l'ICTV recense les virus suivants parmi les Mimiviridae :
- Aliimimivirinae
  - Rheavirus
    - Rheavirus sinusmexicani (2022) ex Cafeteria roenbergensis virus (2012)
- Klosneuvirinae
  - Fadolivirus
    - Fadolivirus algeromassiliense (2022)

  - Theiavirus
    - Theiavirus salishense (2022) (Bodo saltans virus)

  - Yasminevirus
    - Yasminevirus saudimassiliense (2022)
- Megamimivirinae
  - Cotonvirus
    - Cotonvirus japonicum (2022)

  - Megavirus
    - Megavirus baoshanense (2022)
    - Megavirus chilense (2022)
    - Megavirus powaiense (2022)

  - Mimivirus
    - Mimivirus bradfordmassiliense (2022) ex Acanthamoeba polyphaga mimivirus (2004)
    - Mimivirus lagoaense' (2022)

  - Moumouvirus
    - Moumouvirus australiense (2022)
    - Moumouvirus goulettemassiliense (2022)
    - Moumouvirus moumou (2022)

  - Tupanvirus
    - Tupanvirus altamarinense (2022)
    - Tupanvirus salinum (2022)